# 어도비 RGB 색 공간

어도비 RGB 색 공간(Adobe RGB color space)은 1998년에 어도비 시스템즈에 의하여 개발된 RGB 가산혼합 색 공간이다. 컴퓨터 디스플레이 등의 장치에 RGB 원색을 사용하면서도 CMYK 컬러 프린터에서 달성할 수 있는 색 대부분을 아우르도록 설계되었다. 어도비 RGB(1998) 색 공간은 CIELAB에 규정된 가시색 중 약 50%를 아우른다.

## 사양

### 참조 뷰잉 조건
| 변수                          | 값                                               |
| ----------------------------- | ------------------------------------------------ |
| 화이트 포인트 루미넌스 레벨   | 160.00 cd/m2                                     |
| 블랙 포인트 루미넌스 레벨     | 0.5557 cd/m2 (0.34731% of white point luminance) |
| 명암비                        | 287.9                                            |
| 앰비언트 일루미넌스 레벨      | 32 lx                                            |
| 참조 디스플레이 서라운드 레벨 | 32.00 cd/m2 (20% of white point luminance)       |
| 뷰잉 서라운드                 | 2 cd/m2                                          |

## 같이 보기
- 국제전기기술위원회